# Achim Lipp

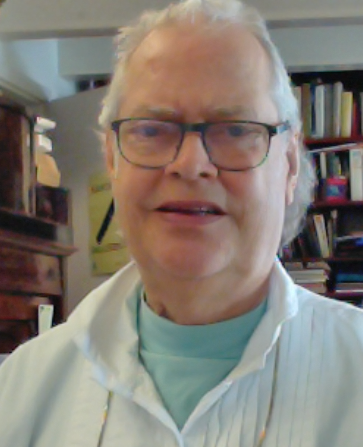
Achim Lipp 2023

Achim Lipp (* 1944 in Bönningstedt bei Hamburg) ist ein deutscher Museumspädagoge.

## Leben
Lipp studierte Germanistik, Geographie, Pädagogik und bildende Kunst in Hamburg (1964–1970), er übte Lehrtätigkeit 1970–1975 an der Hochschule für bildende Künste Hamburg HFBK aus, gründete dort die Zeltschule; Lipp war von 1976 bis 1989 leitender Museumspädagoge der Hamburger Kunsthalle, hatte Lehraufträge an der Universität Bremen (1975–1977), CMU Carnegie-Mellon-University Pittsburgh (1999–1996), Kunsthochschule für Medien Köln KHM (1993–1995), Kunsthochschule Burg Giebichenstein Halle (2001–2004), Gastprofessur HFBK (1992). Seit 2000 lebt er als freischaffender Autor und Künstler in Mücheln bei Halle an der Saale. Er zeigte zahlreiche Ausstellungen und Installationen in der Hamburger Kunsthalle wie „Wanderwege der Kunst“, „Bilderbrücken“, „Feuerprobe“, „Mehr Licht“, „Kunst im Netzwerk/ArtNetwork“. Er hat als Berater für das Kulturministerium in Lettland, das Bill Gates-Bilddatenbankprojekt The One Million Picture Bank und den Advisory Board CMU der Carnegie Mellon University, School of Arts, in Pittsburgh gearbeitet.

## Auszeichnungen
- 2010: Silberne Ehrenmedaille der Martin-Luther-Universität Halle

## Kunst- und Medienprojekte

### Kunst im Netzwerk/Artnetwork
- Als Museumspädagoge der Hamburger Kunsthalle war Lipp Pionier im Bereich benutzerorientierte interaktive Mediengestaltung, die er im Zusammenhang mit der barocken Kunst- und Wunderkammer assoziierte, dem Ursprung der europäischen Museen.

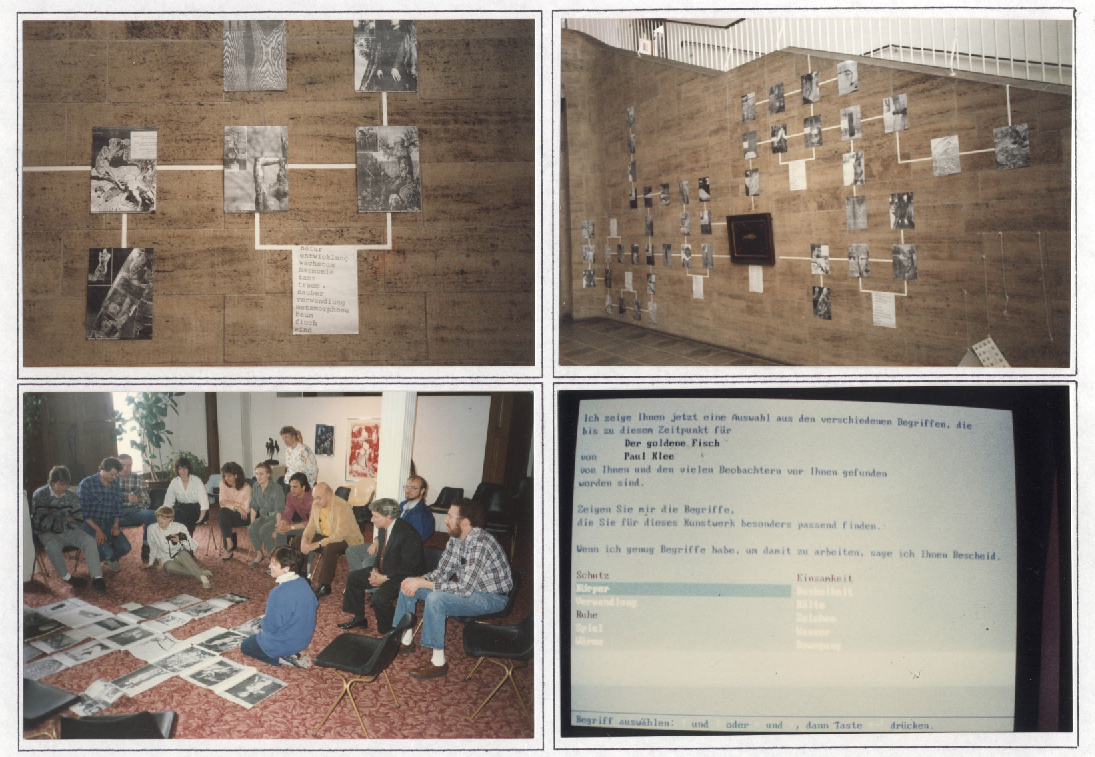
Kunst im Netzwerk 1987

- Kunst im Netzwerk 1987Lipp prägte mit der Ausstellung „Kunst im Netzwerk/Artnetwork“[2] (Hamburger Kunsthalle und Florenz 1986–1987) sowie begleitenden Publikationen und Vortragsreisen“ das Verfahren der Computer gestützten „Assoziativen Navigation/Associative Approach“ im Sinne einer „demokratischen Rückeroberung der Kunst“. Er gewann IBM als technischen Partner. Unter dem Titel „Die Elektronische Kunst- und Wunderkammer / The Electronic Kunstkammer“ wurde dieser Ansatz in Europa (z. B. National Gallery, London; Museen in Mailand, Paris, Madrid, Lissabon, Kopenhagen, Den Haag u. a.) und den USA im Auftrag Goethe-Institut 1987, (u. a. CAVS/MIT, Cambridge; San Francisco Museum of Modern Art SFMOMA; Carnegie Mellon Univ, CMU Pittsburgh) vorgestellt. Als „The Electronic Kunstkammer” wurde die Arbeit 1994 in den USA publiziert in Visual Resources, Cambridge, MA.

### Medienprojekte
- 1989–1992 Initiator und Projektmanager „Europäisches MuseumsNetzwerk EMN“, EU-Pilotprojekt (DG XIII und Fraunhofer Gesellschaft), sieben europäische Museen im interaktiven Austausch per Breitbandkabel
- 1995–1999 Verantwortlicher Kurator für das Besucherinformationssystem der Weltausstellung „EXPO2000 Hannover“, technischer Partner Siemens
- 1996–1997 Projektmanager „Das elektronische Rathaus. EUKIOSK“, EU-Pilotprojekt mit Deutschland, Österreich, Schweden, Italien, Griechenland

### Werke zur museumspädagogischen Praxis (Auswahl)
- Der Walther-Raum in der Hamburger Kunsthalle. Hamburger Kunsthalle 1983
- Kunst im Netzwerk. Katalog zur Ausstellung. Hamburger Kunsthalle 1986[3]
- The Vision of the Electronic Kunst- und Wunderkammer. In: Klaus Lehnhardt, Kurd Alsleben: Gesänge über dem Lerchenfeld. Beiträge zur Datenkunst, HFBK Hamburg 1994
- The Electronic Kunstkammer. In: Visual Resources. Band X, Cambridge, MA, USA 1994, S. 101–118
- Templerdialoge. Schicksal und Geschichte zweier Templerkapellen. Freunde Templerhof Gut Mücheln, 2005, ISBN 978-3-00-049152-8
- Achim Lipp, Bazon Brock, Klaus Müller: Die Zeltschule. Beispiel einer fruchtbringenden Gesellschaft an einer Kunsthochschule 1970–1975. Philo Fine Arts, Hamburg 2019, ISBN 978-3-86572-701-5

### Werke mit Co-Autoren
- Achim Lipp, Klaus Müller, Sibylle Patzig, Christel Burmeier, Roland Pinkert, Christoph Grau, Ulrike Boljahn, Andreas Wigand: Die Kunst in Bildern zu denken.[4] Verlag ZELTSCHULE, Hamburg 1977
- Achim Lipp, Peter Zec: Mehr Licht – More Light. Katalog zur Ausstellung. Hamburger Kunsthalle 1985, ISBN 3-8225-0015-1
- Achim Lipp, Winfried Schmitz-Esser: Eight European Museums Teaming Up for EMN and Where To Go From Now. In: Museums and Interactive Multimedia. Proceedings of an International Conference (Pittsburgh, PA Archives and Museum Informatics) 1991
- Achim Lipp, Titus Leber: Welcome to EXPO2000. CD-ROM. Für 179 teilnehmende Nationen, Weltausstellung EXPO2000, Hannover 1997
- Achim Lipp, Team Bertelsmann: EXPO-Data Acquisition Tool. CD-ROM. Für 179 teilnehmende Nationen, Weltausstellung EXPO2000, Hannover 1998
- Achim Lipp, Lowry Burgess, Manfred Eisenbeis, Philip Heitkamp, Heide Hagebölling: EXPO-Info-Tool. Orientierung-Information-Wissen, CD-ROM und Booklet, Weltausstellung EXPO2000, Hannover 1999[5]

Er ist Mitherausgeber der Reihe Sympos.